# Alfonsina Storni
Alfonsina Storni   (Capriasca, 29 de maig de 1892 - Mar del Plata, 25 d'octubre de 1938) va ser una poeta i escriptora argentina del modernisme.
Els seus pares, propietaris d'una cerveseria a San Juan de la Frontera, van viatjar a Suïssa el 1891. El 1896, van tornar a l'Argentina juntament amb Alfonsina, que havia nascut durant l'estada de la parella al país europeu. A San Juan va desenvolupar la primera part de la seva infantesa. A principis del segle XX, la família es va traslladar a Rosario (província de Santa Fe), on la seva mare va fundar una escola domiciliària i el seu pare va instal·lar un cafè prop de l'estació de ferrocarril Rosario Central. Alfonsina va ajudar com a cambrera en el negoci familiar, però atès que aquest treball no li agradava es va independitzar i va aconseguir ocupació com a actriu. Més tard recorreria diverses províncies en una gira teatral.
Storni va exercir com a mestra en diferents establiments educatius i va escriure les seves poesies i algunes obres de teatre durant aquest període. La seva prosa és feminista i, segons la crítica, té una originalitat que va canviar el sentit de les lletres de Llatinoamèrica. Uns altres divideixen la seva obra en dues parts: l'una de tall romàntic, que tracta el tema des del punt de vista eròtic i sensual i mostra ressentiment cap a la figura de l'home, i una segona etapa en la qual deixa de costat l'erotisme i mostra el tema des d'un punt de vista més abstracte i reflexiu. La crítica literària, per la seva banda, classifica en tardoromàntics els textos editats entre els anys 1916 i 1925, i a partir d'Ocre troba trets d'avantguardisme i recursos com l'antisonet. Les seves composicions reflecteixen, a més, la malaltia que va patir durant gran part de la seva vida i mostren l'espera del punt final de la seva vida, expressant-ho mitjançant el dolor, la por i altres sentiments.
Va ser diagnosticada de càncer de mama, del qual va ser operada. A petició d'un mitjà periodístic es va dur a terme un estudi de quirologia, el diagnòstic del qual no va ser encertat. Això la va deprimir, li provocà un canvi radical de caràcter i la portà a descartar els tractaments mèdics per combatre'l.
Es va suïcidar a la ciutat argentina de Mar del Plata llançant-se de l'escullera del Club Argentí de Dones. Alfonsina considerava que el suïcidi era una elecció concedida pel lliure albir, i així ho havia expressat en un poema dedicat al seu amic i amant, el també poeta suïcida Horacio Quiroga. Hi ha versions romàntiques que diuen que es va internar lentament en el mar; algunes d'aquestes versions van servir per a compondre la cançó «Alfonsina y el mar», basada enterament en com es va suïcidar Alfonsina. El seu cos va ser vetllat inicialment en aquesta ciutat balneària i finalment a Buenos Aires. Actualment, les seves restes es troben enterrades al cementiri de la Chacarita.